# Altes Hôtel de Vitry

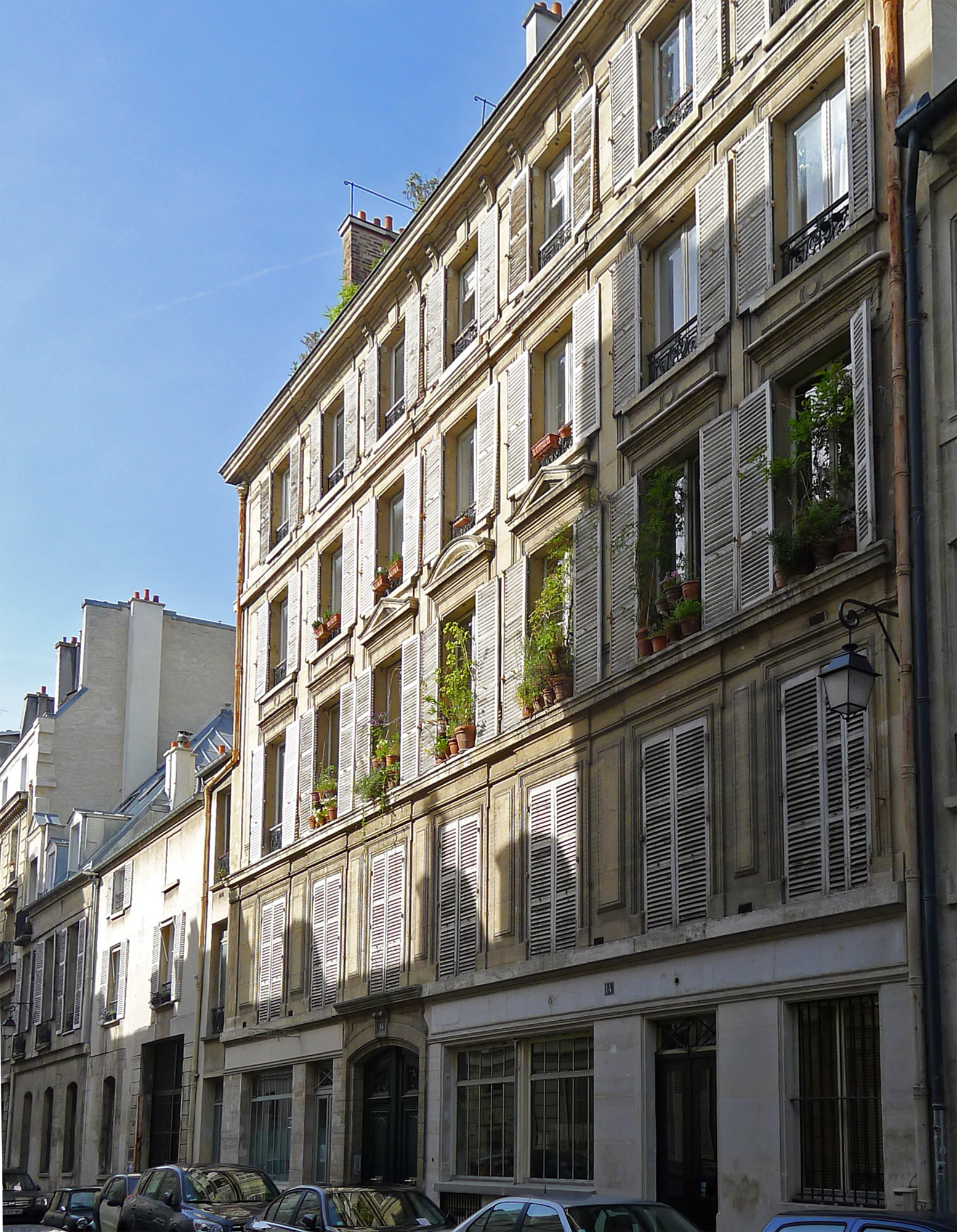
Haus Rue des Minimes Nr. 14/14bis in Paris (2013)

Das  Alte Hôtel de Vitry in Paris, der französischen Hauptstadt, war ein Hôtel particulier im 3. Arrondissement. Im Jahr 1961 wurden die Reste des Stadtpalastes an der Rue des Minimes Nr. 14/14bis als Monument historique in die Liste der Baudenkmäler in Frankreich aufgenommen.
Vom ehemaligen Hôtel particulier aus dem 16./17. Jahrhundert ist lediglich eine bemalte Holzbalkendecke des ersten Obergeschosses zur Hofseite erhalten.